# VC-002V
La VC-002V es una carretera perteneciente al Ayuntamiento de Villafranca de Córdoba de la provincia de Córdoba, España, sirve como un ramal de comunicación de la VC-002 entre el Punto Limpio Municipal y el Camino de los Linares.